# Церква Успіння Пресвятої Богородиці (Плотича)
Церква Успіння Пресвятої Богородиці в Плотичі — парафія і храм греко-католицької громади Великоглибочанського деканату Тернопільсько-Зборівської архієпархії Української греко-католицької церкви в селі Плотича Тернопільського району Тернопільської области.

## Історія церкви
Храм був збудований у 1900 році за проєктом архітектора Івана Маркевича. Основними жертводавцями були жителі села та місцеві підприємці. До 1946 року парафія і храм належали до УГКЦ, а з 1946 по 1991 рік перебували в складі РПЦ. 24 липня 1991 року парафія повернулася в лоно УГКЦ.
Після капітального ремонту храм освятив у 1994 році владика Михаїл Сабрига. Новий іконостас був виготовлений у 1997—1998 роках, а його розпис у 1998 році виконав І. Тесельський. У лютому 2009 року парафію відвідав владика Василій Семенюк.
На парафії діють Марійська дружина, спільнота «Матері в молитві» та братство Матері Божої Неустанної Помочі. На території є місійний хрест (1999), капличка Богородиці, а також інші фігури та хрести. У власності парафії перебувають храм та парафіяльний будинок.

## Парохи
- о. Прокіп Слободян (до 1946),
- о. Михайло Бутринський,
- о. Мельник,
- о. Якимів,
- о. Володимир Каліновський,
- о. Володимир Яцків,
- о. Василь Павлишин,
- о. Михайло Вінтонюк (24 липня 1991—1993),
- о. Корнелій Івашків (18 січня 1993 — 7 травня 2009),
- о. Орест Каспрук (з 8 травня 2009).